# Суский, Мариан
Мариан Францишек Суский (пол. Marian Franciszek Suski, 2 ноября 1905 — 25 декабря 1993) — польский учёный и фехтовальщик, призёр Олимпийских игр и чемпионата мира.

## Биография
Родился в 1905 году в Кельцах (Российская империя); его мать Мария Хелена Якубовская была внучкой художника Александра Кокуляра. В 1920 году поступил в кадетский корпус, в 1924 году поступил в Офицерскую школу инженерии. В 1926 году был произведён в подпоручики. С 1928 года служил в радиотелеграфном полку в Варшаве. В 1929—1930 годах учился в Париже в Высшей школе электротехники.
В 1930-х годах работал в военных институтах, занимаясь вопросами беспроводной связи; одновременно активно занимался спортом. В 1932 году стал бронзовым призёром Олимпийских игр в Лос-Анджелесе. В 1934 году завоевал бронзовую медаль Международного первенства по фехтованию в Варшаве (в 1937 году Международная федерация фехтования задним числом признала все прошедшие ранее Международные первенства по фехтованию чемпионатами мира). В 1936 году принял участие в Олимпийских играх в Берлине, но там польские саблисты стали лишь 4-ми в командном первенстве.
В 1937—1938 годах был откомандирован из армии для учёбы в Варшавском техническом институте, где его научным руководителем был Януш Грошковский. 31 марта 1938 года получил диплом инженера-электрика.
Во Второй мировой войне сражался с немцами участвовал в обороне Варшавы; после капитуляции столицы попал в немецкий плен. В лагере для военнопленных сумел из подручных средств собрать примитивный радиоприёмник, который использовался заключёнными вплоть до освобождения западными союзниками. После освобождения из плена служил в польских войсках, воевавших в Италии.
После Второй мировой войны вернулся на родину, где с 1947 года стал преподавать во Вроцлавском университете. При этом он продолжал заниматься фехтованием, и в 1950 году стал чемпионом Польши в сабле. В 1968 году поддержал студенческое демократическое движение; его политическая позиция привела к тому, что профессором он стал только в 1974 году.
В знак признания заслуг и морально-этической позиции Мариана Суского как в молодости, так и в зрелые годы, папа Иоанн Павел II наградил его медалью «Pro Ecclesia et Pontifice». В 1994 году имя профессора Суского было присвоено новому зданию Института телекоммуникации и акустики.